# Joseph Joubert (moraliste)
Pour les articles homonymes, voir Joseph Joubert.
Joseph Joubert, né à Montignac (Périgord) le 7 mai 1754 et mort à Paris le 4 mai 1824, est un moraliste et essayiste français, qui occupa divers postes administratifs pendant la période révolutionnaire. Il passe à la postérité avec la publication de ses carnets.

## Biographie
Joseph Joubert est le deuxième fils d'un ancien chirurgien de l'armée. Après de premières études à Montignac, à partir de l'âge de 14 ans il suit les cours du collège religieux de l'Esquile de Toulouse, où il enseigne lui-même par la suite, jusqu'en 1776.
Après deux années passées à Montignac, il se rend en 1778 à Paris où il se lie avec Louis de Fontanes et Chateaubriand, rencontre D'Alembert et devient le secrétaire de Diderot. Il vit entre Paris, auprès de ses amis, et sa maison de Villeneuve-sur-Yonne en voisin du comte et de la comtesse de Sérilly.

Il est brièvement président du Tribunal de conciliation de Montignac en 1792 et se marie en 1793 à Paris à Victoire Moreau. Ils ont un fils Victor Joseph en 1794. Cette même année, il recueille la jeune comtesse de Beaumont dont la famille a été victime de la Terreur et qui survit cachée par une famille de paysans de Passy, les Paquerault. Il lui voue toute sa vie une amitié amoureuse. Après la chute de Robespierre, la comtesse retourne à Paris où elle devient le grand amour de Chateaubriand. Délaissée par l'écrivain et usée par les épreuves, elle meurt à Rome en 1803 à l'âge de 35 ans. En apprenant sa mort, Joubert écrit : 

« Chateaubriand la regrette sûrement autant que moi mais elle lui manquera moins longtemps. »

Après la mort de son amie, Joubert a un commerce suivi de lettres avec Mme de Vintimille (1763-1831), née Louise Joséphine Angélique Lalive de Jully.
Il apporte son soutien à sa voisine Anne-Louise de Sérilly, dont le mari a péri sur l'échafaud. S'étant remariée avec son cousin François de Pange, elle s'est retrouvée veuve une deuxième fois quelques mois plus tard. Mère de quatre enfants, elle accepte de convoler une troisième fois avec un ami, le vieux marquis Anne-Pierre de Montesquiou-Fézensac ce qui suscite les critiques de son entourage et notamment de Germaine de Staël. « Que puis-je vous dire Madame ? » lui écrit Joubert, « Je veux que vous soyez heureuse ; je crois que vous n'avez pu l'être et je crois que vous le serez… J'aimais celui que vous aimiez : je l'aimais à cause de lui et surtout à cause de vous ; il vit toujours dans les pensées. Je respecterai sa mémoire, je garderai son souvenir. Je serai fidèle au passé mais j'honore votre avenir… »
De la comtesse de Sérilly qui mourut à 36 ans et dont la vie est une longue suite de deuils, il dira qu'elle a eu « le plus beau des courages, le courage d'être heureuse ».
En 1808, il est nommé inspecteur général de l'Université. En 1814, il est fait chevalier de la Légion d'Honneur.
De son vivant, Joubert ne publia jamais rien, mais il écrivit de nombreuses lettres, ainsi que des notes et des journaux où il reportait ses réflexions sur la nature de l'homme, sur la littérature, la vie politique de son époque, et sur d'autres sujets, dans un style volontiers aphoristique.
À sa mort, sa veuve confia ses notes à Chateaubriand, qui en fit publier un choix sous le titre Recueil des pensées de M. Joubert en 1838. Des éditions plus complètes vont suivre régulièrement jusqu'à nos jours, ainsi que celles de la correspondance.
Joseph Joubert repose au cimetière de Montmartre.
Sa bibliothèque est conservée dans des archives privées où se trouve une petite partie des archives du prince François-Xavier de Saxe. Conservée depuis sa mort par ses descendants, sa maison de Villeneuve-sur-Yonne est inscrite aux Monuments historiques en mars 1990 et a reçu le label "Maisons des illustres" du ministère de la Culture en novembre 2024. Après une tranche de restauration avec la DRAC de Bourgogne Franche-Comté de 2023 à 2025 et la restitution des décors et du mobilier de l'aile Joubert, elle est ouverte au public depuis l'été 2025 (voir le site de la Maison de Joubert).

## Postérité

### Nietzsche
Nietzsche lit assidument les carnets de Joubert en français sans pour autant le citer, Emil Cioran à sa suite y fait de nombreuses références. Les éditions thématiques de ses pensées au XIXe siècle ont d’abord révélé Joubert comme un moraliste classique après Montaigne, Pascal, La Rochefoucauld, La Bruyère ou Vauvenargues.
Il fut lu comme tel par Barbey d’Aurevilly, Nietzsche, Jules Renard, Proust, Giraudoux et Cioran. Il est redécouvert au XXe siècle par de nouvelles éditions de ses cahiers plus fidèles et chronologiques, comme celle d’André Beaunier en 1938, et par sa correspondance progressivement publiée jusqu’à la parution de la Correspondance générale en 1996.
Il influence alors des auteurs et des poètes contemporains comme Charles du Bos, Maurice Blanchot, Georges Perros, Philippe Jaccottet, ou encore Paul Auster.
Moraliste, penseur, diariste, poète, critique littéraire et critique d’art, précurseur de l’écriture fragmentaire ou inachevée, de l’art de la note, la perception de Joubert a évolué au cours du siècle dernier. S’il maîtrise la philosophie qu’il aborde souvent dans ses notes, il n’y a pas chez Joubert de discours ou de système philosophique, ni de préceptes moraux.
Ecrivain singulier et inclassable, ni dogmatique, ni délibérément moderne ou populaire, ses réflexions abordent tous les sujets, de la vie quotidienne au social, l’art, le politique, l'histoire, la philosophie ou la religion. Mais c’est surtout sa passion pour la littérature, la quête du sens des mots et de l’écriture, la pureté de son style et le caractère intemporel de ses aphorismes qui lui valent la reconnaissance de ses pairs et du cercle choisi de ses lecteurs depuis près de deux siècles. 
Extrait d’entretiens radiophoniques avec le philosophe Jean Guitton, le 1er consacré à Joubert, le 4 janvier 1955, Radiodiffusion française (Transcription Pascal Pfister) :
« Il a eu le premier l’idée que le rythme interrompu, les cadences impaires, étaient le signe d’un plus grand art. Et de ce point de vue là, il me parait, dans sa poétique, très rapproché des modernes. On pourrait presque dire au fond que le romantisme, qu’il a vu naitre, dont il avait avec lui le dieu dans son intimité (Chateaubriand), n’a pas du tout passé sur son talent, et qu’il l’a en même temps vu naître et critiqué. Et je trouve que c’est précisément parce qu’il était intemporel, qu’il s’est trouvé admirablement en retard et en avance comme tous ceux qui en somme habitent la profondeur. »

### Société des Amis de Joseph Joubert
En 1985, dans le cadre du LVIe Congrès de l'Association bourguignonne des sociétés savantes, à l'initiative des Amis du Vieux Villeneuve, a eu lieu à Villeneuve-sur-Yonne le premier colloque consacré à Joseph Joubert, sa vie, ses amitiés, sa pensée ainsi que ses influences sur les travaux d'autres intellectuels, au terme duquel fut proposée par Rémy Tessonneau et acceptée par les participants la création de la fondation des Amis de Joseph Joubert.
Le but de cette association est de « faciliter la publication authentique et intégrale des écrits de Joubert, et de conduire une recherche progressive, concertée et solidaire, afin d'en exprimer toutes les significations. » Depuis lors, la Société des Amis de Joseph Joubert a déjà organisé quatre colloques, dont le dernier s'est tenu les 2 et 3 octobre 2010.
À la suite du décès de son président Jean-Luc Dauphin en juillet 2020 qui l’animait activement depuis 1985, cette association a été reprise à l’été 2021 par des descendants de la famille de Joubert, afin de favoriser la connaissance des écrits de Joubert et de préparer le bicentenaire de sa mort en 2024.

### Etudes sur Joubert
Peu de recherches lui sont consacrées dans le monde académique contemporain.
Lucas Depierre le classe dans la branche "métaphysicienne" du moralisme français, avec Blaise Pascal et Cioran.

## Citations
- « On peut convaincre les autres par ses propres raisons ; mais on ne les persuade que par les leurs. »[8]
- « La justice est le droit du plus faible. »[9]
- « Enseigner, c’est apprendre deux fois. »[10]
- « Quand mes amis sont borgnes, je les regarde de profil. »[11]
- « Il n’y a plus aujourd’hui d’inimitiés irréconciliables, parce qu’il n’y a plus de sentiments désintéressés : c’est un bien né d’un mal. »[12]
- « L’ambition est impitoyable : tout mérite qui ne la sert pas est méprisable à ses yeux. »[13]
- « Il faut ne choisir pour épouse que la femme qu’on choisirait pour ami, si elle était un homme. »[14]
- « Les enfants ont plus besoin de modèles que de critiques. »[15]
- « La raison peut nous avertir de ce qu’il faut éviter, le cœur seul nous dit ce qu’il faut faire. »[16]
- « Tout sentiment religieux est un sentiment servile et quiquonque s’agenouille devant Dieu se façonne à se prosterner devant un roi. »[17]
- « En composant, on ne sait bien ce qu’on voulait dire que lorsqu’on l’a dit. »[18]
- « Il faut quand on agit, se conformer aux règles, et quand on juge, avoir égard aux exceptions. »[19]
- « Tout s’apprend, même la vertu. »[20]
- « Ces insupportables parleurs qui vous entretiennent toujours de ce qu’ils savent et ne vous entretiennent jamais de ce qu’ils pensent. »[21]
- « Le soir de la vie apporte avec soi sa lampe. »[22]
- « Les révolutions sont des temps où le pauvre n’est pas sûr de sa probité, où le riche n’est pas sûr de sa fortune, ni l’homme innocent de sa vie. »[23]
- « Le génie commence les beaux ouvrages ; mais le travail seul les achève. »[24]
- « L’éducation se compose de ce qu’il faut dire et de ce qu’il faut taire, de silences et d’instructions. »[25]
- « La liberté est un tyran qui est gouverné par ses caprices. »[26]
- « S’il n’est pas nécessaire de croire tout ce que les religions enseignent, il serait beau du moins de faire tout ce qu’elles prescrivent. »[27]

## Principales éditions
- Recueil des pensées de M. Joubert, publié par Chateaubriand, Le Normant, Paris, 1838 Texte en ligne
- Pensées, essais, maximes et correspondance de J. Joubert, précédés d'une notice sur sa vie, son caractère et ses travaux, recueillis et mis en ordre par M. Paul Raynal, Le Normant, Paris, 1850 ; 1861 Texte en ligne
- Pensées, introduction et notes par Victor Giraud, avec la Notice historique du frère de Joubert [Arnaud Joubert], Bloud, Paris, 1909
- Carnets, textes recueillis sur les manuscrits autographes par André Beaunier, Gallimard, Paris, 1938 ; 1994
- Correspondance de Louis de Fontanes et de Joseph Joubert : (1785-1819), texte intégral publié pour la première fois d'après les documents autographes avec une introduction et des notes par Rémy Tessonneau, Plon, Paris, 1943
- Pensées et Lettres, organisation par Raymond Dumay et Maurice Andrieux, Grasset, 1954
- Pensées, textes choisis et présentés par Raymond Dumay, Club français du livre, 1954
- Essais : 1779-1821, édition intégrale et critique de textes en partie inédits recueillis et présentés par Rémy Tessonneau, A.G. Nizet, Paris, 1983
- Correspondance générale : 1774-1824, édition établie par Rémy Tessonneau, William Blake and Co., Bordeaux, 3 volumes, 1996-1997
- Quatre carnets, édition établie et annotée par David Kinloch et Philippe Mangeot, University of London, Institute of romance studies, Londres, 1996
- Joseph Joubert, Maximes et Pensées, Silvaire Andre, 2004, 188 p. (ISBN 2268049515)
- Joseph Joubert (préf. Christiane Rancé), Le courage d'être heureux. Carnets (1774-1824), Éditions des Instants, 2021, 192 p. (ISBN 978-2-491008-07-9)